# Дза

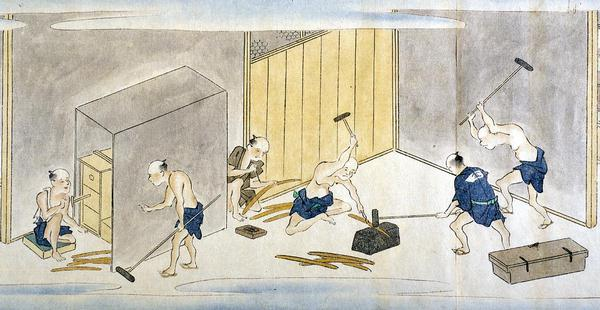
Виготовлення монети у монетному цеху Кін-дза.

Виготовлення монети у монетному цеху Кін-дза.

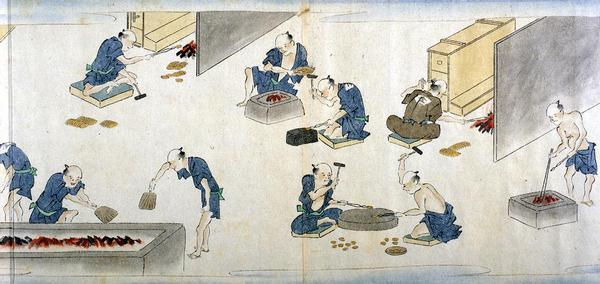
Виготовлення монети у монетному цеху Кін-дза.

Виготовлення монети у монетному цеху Кін-дза.

Виготовлення монети у монетному цеху Кін-дза.

Перевірка монети у монетному цеху Кін-дза.

Дза (яп. 座, ざ, «сидіння», «місце засідань») — японські середньовічні самоврядні корпорації, що існували з періоду Хей'ан по період Мейдзі. Серед них виділяють декілька видів: торгово-ремісничі і транспортні дза, (аналоги європейських середньовічних цехів), мистецькі і театральні дза (прихрамові труппи), селянські дза (селищні ради), та монетні дза (монетні двори).

## Торгово-ремісничі і транспортнідза
Дза формувалися з японських торгівців, ремісників і перевізників, які об'єднувалися у спілки за професійною ознакою для збільшення прибутку від свого роду діяльності. Такі об'єднання визнавали своїми покровителями імператорський двір, аристократів, буддистські храми, синтоїстські святилища або сьоґунатю, аби отримати божественну чи світську протекцію своїм діям. В обмін на виконання членами дза фіксованих повиненностей чи сплати певної частки прибутку на користь покровителя, останній надав дза монопольне право на виробництво, комерційні операції та перевезення в межах певної території, що була підконтрольна йому, а також привілей на збір портових платежів і дорожніх мит у ній. Попри формальну залежність від свого покровителя, дза мали широку внутрішню автономію та розгалужену систему рангів і посад.
Одними з найдавніших прикладів дза є Ясе-дза, створена 1092 року під покровительством храму Сьорен'ін в Кіото, і Кадзі-дза (ковальський цех), сформована 1118 року під головуванням храму Тодайдзі в Нарі.
З 13 століття, у зв'язку з поглибленням розподілу праці та розвитком товарообігу, дза почали організовуватися по всій Японії. Хоча процес оформлення професійних корпорацій прийняв загальнодержавний масштаб, впродовж наступних 5 століть найбільша кількість дза концентрувалася у столичному регіоні Кінай. Причиною цього було те, що імператор і аристократи, які виступали покровителями корпорацій, мешкали переважно у японській столиці Кіото, а центри основних буддистських сект також були зібрані саме тут.
Серед торгово-ремісничих об'єднань, які оберігалися центральною владою, а саме монаршим домом, і мали свої головні осередки поруч з Кіото, були Конпай-дза (цех синильщиків індиго), Сюкусі-дза (паперовий цех), Отонері-дза (ткацький цех), Кайотьо-дза (цех носильників паланкінів), Хітаре-дза (костюмний цех). В Ісе знаходилася особлива корпорація — Суйґін-дза (ртутний цех), а під наглядом імператорського скарбія перебувало окреме об'єднання ливарників у провінції Каваті.
Поміж дза, які патронувалися аристократами відомі, Хакуя-дза (цех позолоти) роду Коное, Сіо-авасемоно-дза (рибний цех) роду Сайондзі, Аосо-дза (прядивний цех) роду Сандзьонісі. Більшість таких корпорацій розташовувалися у районі Теннодзі, провінціях Омі і Етіґо.
Чимало професійних об'єднань працювали під покровительством синтоїстських святилищ. Серед них найбільшими були Абура-дза (масляний цех) Івасімідзу Хатіманґу у місті Оямадзакі, Сакекодзі-дза (броварницький цех) священнослужителів [Кітано дзіндзя] у західному Кіото, корпорації Вата-дза (бабовняний цех), Неріґіну-дза (шовковий цех) і Дзайкі-дза (деревобробний цех) Гіон дзіндзя, Сомен-дза (лапшовий цех) і Караґаса-дза (цех китайських капелюхів) Касуґа Тайся в Нарі та Сіо-дза (соляний цех) Хійосі дзіндзя в місті Омі-Хатіман.
Буддистські храми і монастирі доглядали такі групи дза. Монастир Енрякудзі з Сакамото був формальним патроном Обі-дза (цеху поясів), Ґофуку-дза (цеху кімоно) і Камі-дза (паперового цеху). Монастир Кофукудзі з Нари піклувався Абура-дза (масляними цехом), Сіо-дза (соляним цехом), Докі-дза (гончарним цехом), Мокумен-дза (бавовняним цехом) і Ітаконґо-дза (цехом взуття). Монастир Шітенно з Каваті головував над Мусіро-дза (цехом солом'яних підстилок) і Камі-дза (паперовим цеху).
Об'єдання ковалів-мечників Татія-дза, що знаходилося по Кіото, було під контролем сьоґунату.
Існували рідкісні випадки, коли ремісничі корпорації гуртувалися під егідою сільських храмів, як Кодзі-дза (броварницький цех) у провінції Ідзумі в поселенні Куроторі.
У 16 столітті, в в період міжусобиць, торгово-ремісничі і транспортні професійні об'єднання дза поступово ліквідовувалися провінційними володарями даймьо, які задля росту своєї господарчої сили сприяли вільній торгівлі у формі вільних та щоденних ярмарків ракуіті та вільних цехів ракудза. Із настанням періоду Едо (1603—1867) лише незначна кількість великих дза змогла уціліти. Більшість з них переоформилися у так звані акціонерні товариства кабунакама, які монопольно заправляли економікою країни до середини 19 століття. Найбільші з них перетворилися на монопольні синдикати Японської імперії — дзайбацу і кейрецу 19—20 століття.

## Мистецькі і театральнідза

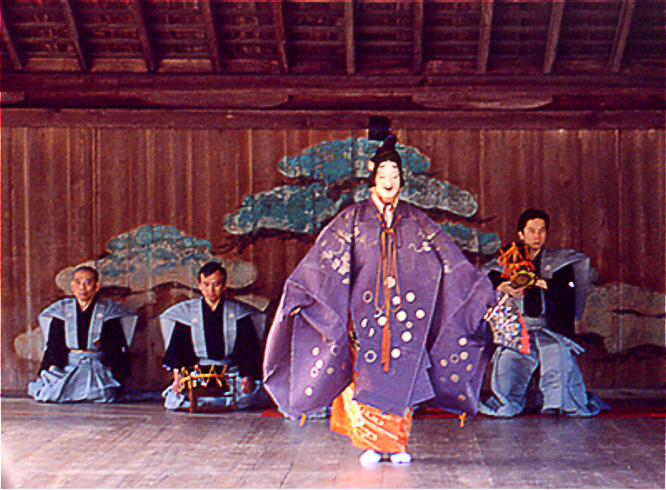
У середньовіччі актори театру но об'єднувалися у мистецькі дза під покровительством храмів.

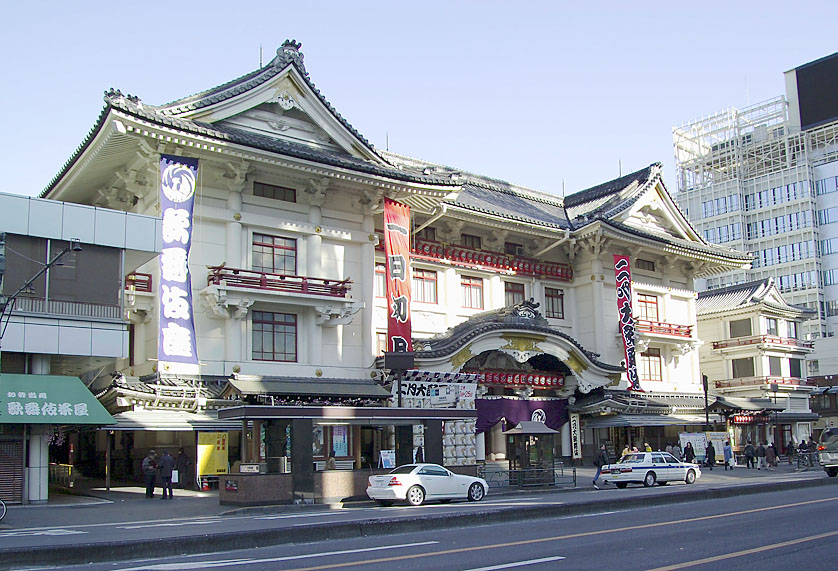
Будівля сучасного театру кабукі в Токіо носить давню середньовічну назву кабукі-дза.

У 13—14 століттях митці, які виконували музику, танці і співи під час свят та молебнів у великих буддистських монастирях і синтоїстських святилищах, також утворювали свої професійні об'єднання, що називалися дза. Такі об'єднання найчастіше перебували під покровительством великих монастирів і святилищ, і отримували від них монопольне право на проведення мистецьких і музичних заходів на теренах, що визначалися покровителем.
Особливо були відомі 4 мистецькі корпорації, які знаходилися під патронатом Касуґа дзіндзя — це Тобі-дза (пізніше Хосьо-дза), Юдзакі-дза (пізніше Кандзе-дза), Сакато-дза (пізніше Конґо-дза) і Енман-дза (пізніше Компару-дза). Окрім них були знані також об'єднання музикантів під патронатом монастиря Шітенно та корпорація виконавців танців лева під головуванням святилища Гіон дзіндзя. Також, по всій Японії існували різноманітні дза музикантів і танцюристів, які водночас займалися проповідуванням і ворожбитством. Такі дза підпорядковувалися столичному аристократичному Цутімікадо.
Починаючи з кінця 16 століття більшість вищезгаданих дза перетворилися на театральні труппи, давши початок школам японського театру но, а з 17 століття — кабукі. Найвідоміші з них існують по сьогодні під патронатом японського уряду, зберігаючи свою середньовічну іерархію і традиції виконання театральних творів.

## Сільськідза
З середини 13 століття японські селяни витворили свою форму самоврядування яка називалась со — «спілка». Вона об'єднувала одне або декілька сіл одного району. Центром такої спілки виступало районне синтоїстське святилище чи буддистський храм. Організацією свят при цих установах завідувала незалежна сільська корпорація або рада — сон-дза, (сільська дза), яка водночас була головним керівним органом вищезгаданої сільської «спілки» со.
Членами сільських дза були лише чоловіки з найзможнішої верстви села. Залежно від регіону, вони складалу єдину коропорацію, де всі мали рівні права, або поділялися на три групи за віком — хон-дза (основна дза), сін-дза (нова дза) та маґо-дза (дза онуків). За принципом старшинства у сільській дза обирали голову — дзато, який протягом року відповідав за організацію та проведення заходів «спілки», а також завідував її господарством. Як радники йому допомагали сільські старші отона і старійшини тосійорі. Сільська молодь вакасю мала право перевіряти діяльность дза, несла відповідальність за оборону «спілки» і слідкуваала за порядком під час святкувань.
Сільська дза розпоряджалася спільним майном сільської «спілки», її водами і лісами, встановлювала правила і норми поведінки всередині сіл у вигляді законів окіте, а також організовувала суди над поручниками цих правил і норм та виконувала винесені вироки. Усі рішення дза приймалися колегіально, на радах, за принципом більшості голосів.
Починаючи з 17 століття середньовічні самоврядні «спілки» со почали ліквіжовуватися силами сьоґунат, який прагнув повністю підпорядкувати собі села. Це призвело до виокремлення складових «спілки» — малих сіл комура та «огороджень» ґакіуті — у окремі самодостатні сільські общини. Разом із цим, відбулася трансформація сільських дза, право членства в яких отримали усе чоловіче населення поселення, незалежно від статку. Подібні зміни призвели до постопової формалізації існтитуту сільських дза та їх перетворення у загальносільські ради.

## Іншідза

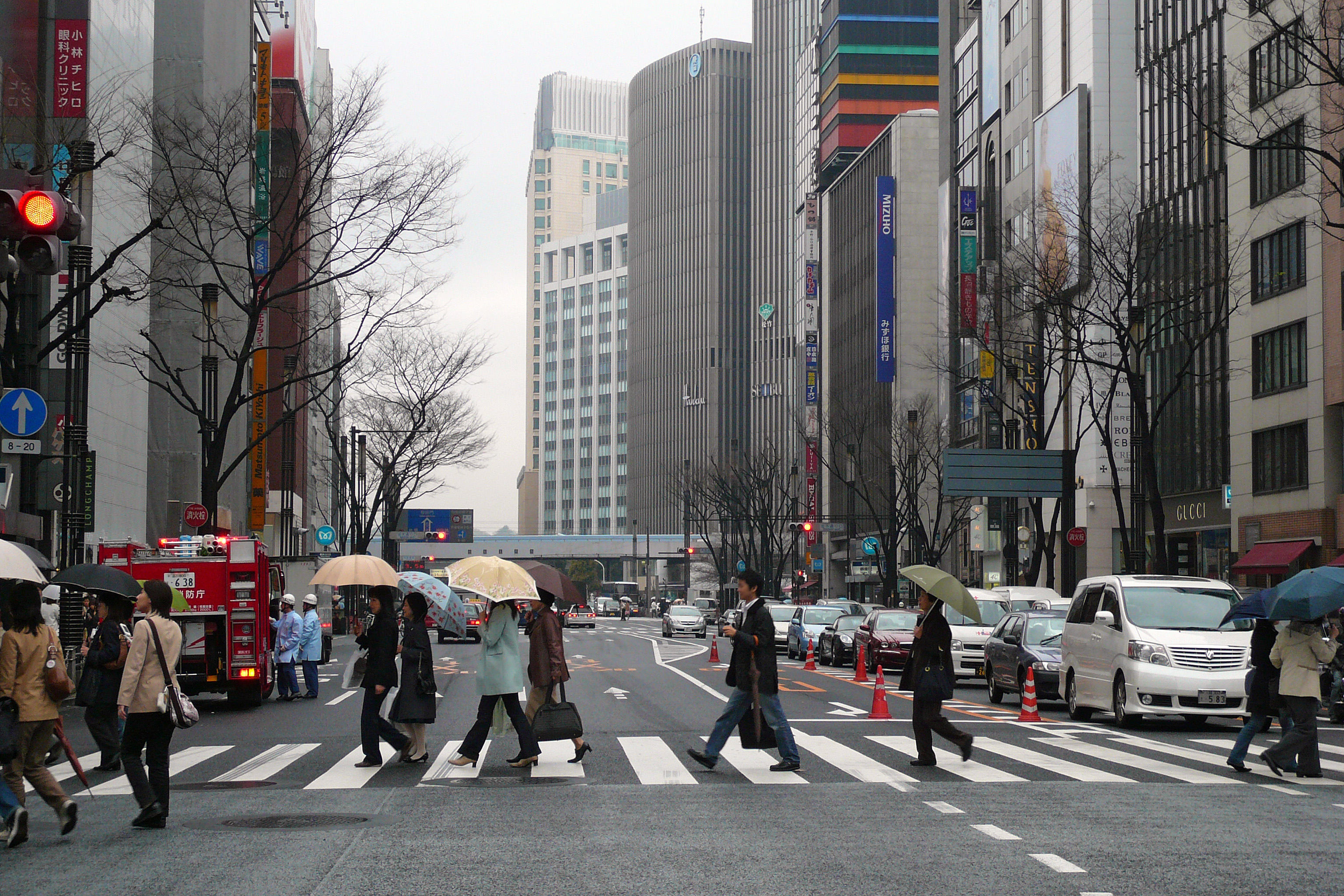
Назва сучасного токійського району Ґіндза походить від двору срібної монети Ґін-дза, що знаходився тут в період Едо.

У період Едо (1603—1867) більшість середньовічних торгово-ремісничих дза були розпощенні або траснформувалися у корпорації нового типу — кабунакама. Сьоґунат зберіг ім'я дза лише за установами, які займалися виготовленням золотих і срібних монет (Кін-дза і Ґін-дза), терез (Хакарі-дза), мірок (Масу-дза), а також продавцями-монополістами рису (Коме-дза). Такі дза перебували під безпосереднім контролем самурайського уряду.
Наприкінці 19 століття деякі з них трансформувалися у сучасні інститути: Кін-дза була перетворена у Монетний двір, а Хакарі-дза — у Відомство стандартів Японії.